# Dolmen de la Pescherie
Le dolmen de la Pescherie est un dolmen située à Loigné-sur-Mayenne, dans le département français de la Mayenne. Il est aussi appelé dolmen de la Cadeurie ou la Pierre branlante.